# Metro w Hamburgu

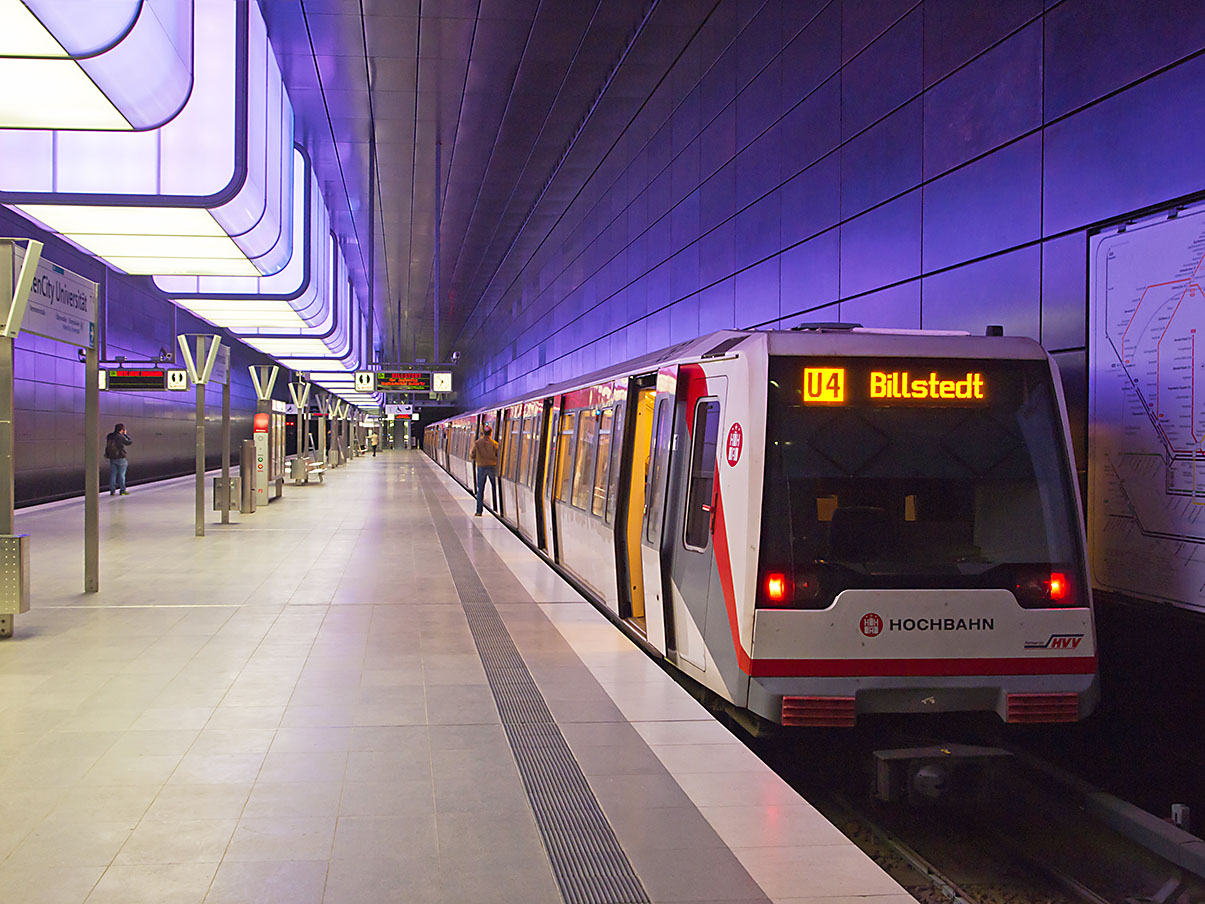
Stacja metra U4 HafenCity Universität

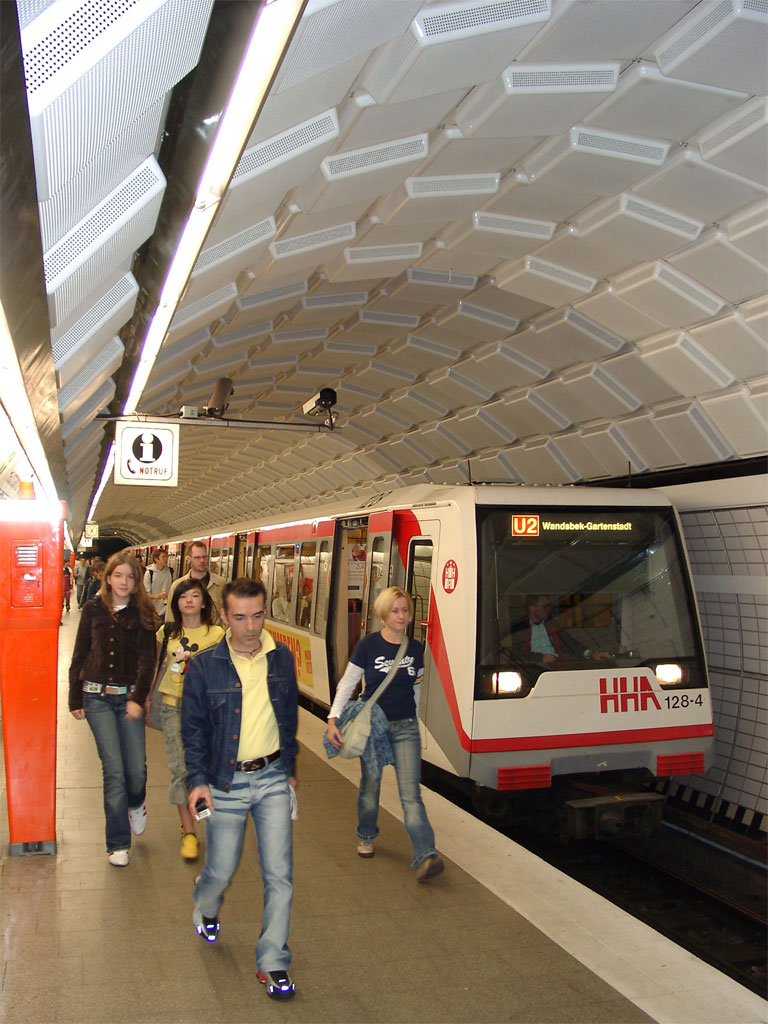
Stacja metra U2/U4 Hauptbahnhof Nord

Metro w Hamburgu (niem. U-Bahn Hamburg) – system szybkiej kolei miejskiej w Hamburgu. Posiada 91 stacji rozmieszczonych na 4 liniach o łącznej długości ponad 106 km. System U-Bahn, wraz z kolejami miejskimi S-Bahn i AKN Eisenbahn, tworzą trzon transportu publicznego w mieście.
Budowę metra rozpoczęto 1 października 1906, a pierwszy odcinek oddano do użytku 15 lutego 1912. W 1967 r. długość linii metra przekroczyła już 80 km. Najnowsza część sieci U-Bahn, linia U4, została otwarta w listopadzie 2012 roku (później wydłużona o jeden przystanek, otwarty w grudniu 2018 roku). Aktualne plany rozbudowy sieci zakładają wydłużenie linii U4 na wschodnim końcu, do Horner Geest (planowane na koniec roku 2027), a także budowę nowej linii U5 (otwarcie pierwszego odcinka planowane na rok 2029).

## Linie
System U-Bahn w Hamburgu składa się z czterech linii:
| Linia    | Trasa                                                                          | Tabor    | Rok otwarcia | Długość (km) | Stacje |
| -------- | ------------------------------------------------------------------------------ | -------- | ------------ | ------------ | ------ |
| U1       | Norderstedt Mitte – Jungfernstieg – Hauptbahnhof Süd – Ohlstedt / Großhansdorf | DT4, DT5 | 1914         | 55,8 km      | 46     |
| U2       | Niendorf Nord – Jungfernstieg – Hauptbahnhof Nord – Mümmelmannsberg            | DT4      | 1913         | 24,3 km      | 25     |
| U3       | Barmbek – Circle – Barmbek – Wandsbek-Gartenstadt                              | DT3, DT5 | 1912         | 20,6 km      | 25     |
| U4       | Elbbrücken – Jungfernstieg – Hauptbahnhof Nord – Billstedt                     | DT4, DT5 | 2012         | 13,3 km      | 11     |
| 105,8 km | 91                                                                             |          |              |              |        |

## Linki zewnętrzne

Schemat linii metra (tylko U-Bahn) w Hamburgu